# Kaspar Ullmann
Kaspar Anton Ullmann (* 16. Januar 1767 in Neudek; † 28. Juli 1853 ebenda) war ein böhmischer Bergmeister, Geometer, Landmesser, k. k. Filialzehnteinnehmer und mathematischer und physikalischer Instrumentenbauer.

## Leben
Kaspar Ullmann wurde als Sohn des Anton Jakob Ullmann (1732–1807) und dessen Ehefrau Maria Magdalena geb. Linck (* 1731) in Neudek im Erzgebirge geboren. Bereits sein Vater und Großonkel waren in Neudek als Bergmeister tätig.
Ullmann fertigte als Geometer und Landmesser im Jahre 1799 eine topographische Grenzkarte der königlich freien Bergstadt und Herrschaft Elbogen in fünf Blättern an. Anfangs als herrschaftlicher Bergamtsadjunkt tätig übernahm er am 1. Januar 1801 von seinem pensionierten Vater das Amt des Bergmeisters, aber nicht als staatlicher, sondern als herrschaftlicher Bergmeister. In dieser Eigenschaft wurde er am 12. Februar 1802 vom k. k. Bergoberamt St. Joachimsthal bestätigt. Schließlich wurde Ullmann von der k. k. Berggerichtskasse St. Joachimsthal für das in Neudek verbleibende k. k. Zweigsteueramt als Filialzehnteinnehmer eingesetzt und verblieb in dieser Funktion bis zu dessen Auflösung im Jahre 1851.
Über Ullmann ist außerdem bekannt, dass er als gelernter Uhrmachermeister mathematische und physikalische Instrumente fertigte. So wird er 1824 als solcher in der Darstellung des Fabrik- und Gewerbswesens in seinem gegenwärtigen Zustande besonders aufgeführt und noch im Handbuch des Königreiches Böhmen für das Jahr 1851 als solcher genannt. Ullmann starb im Jahre 1853 im Alter von 86 Jahren an Altersschwäche und war der vorletzte Bergmeister von Neudek.
Der Sohn Franz Anton Ullmann (1800–1864) ist vermutlich identisch mit dem letzten Bergmeister von Neudek, der im Herbst 1864 in einem mit Wasser gefüllten Gesenk in der Hirschkopfzeche verunglückte.

## Familie und Nachkommen
Kaspar Anton Ullmann heiratete am 28. November 1799 in Neudek Eva Anna Johanna Pöhner (~ 26. Juli 1777 in Neudek; † 1. September 1851 ebenda) der Tochter des bürgerlichen Fleischhauermeisters und Gastwirtes Johann Pöhner.
- Franz Anton Ullmann (* 16. Januar 1800 in Neudek), letzter Bergmeister von Neudek?
- Ludmilla Ullmann (* 13. Februar 1810 in Neudek; † 29. Juli 1879 ebenda); ⚭ 14. April 1856 in Neudek Franz Anton Hasler, Bäckermeister (* 18. Mai 1810 in Neudek; † 30. September 1863 ebenda).
- Anton Ullmann (* 14. Februar 1816 in Neudek; † 2. Mai 1904 ebenda), Uhrmacher und Bürgermeister; ⚭ 26. September 1841 in Neudek Veronika Johanna Singer (* 7. Mai 1818 in Neudek; † 28. Oktober 1893 ebenda).
  - Karl Ullmann (* 15. Mai 1852 in Neudek), Kaufmann; ⚭ 29. September 1874 in Neudek Klara Schneider (* 29. September 1852 in Neudek), Löffelfabrikantentochter.
    - Franz Xaverius Ullmann (* 12. Januar 1877 in Neudek); ⚭ 24. Juni 1911 in Mosern Maria Grunert.
    - Alfred Ullmann (* 3. Januar 1880 in Neudek), Oberingenieur in Breslau; ⚭ 11. Juli 1911 in Kleintschernitz Hermine Rödl (* 9. November 1876 in Kleintschernitz).
      - Liesbeth Ullmann (* 25. März 1912 in Breslau); ⚭ 2. September 1939 in Neudek Dr. med. Friedrich Emanuel Pilz (* 21. März 1909 in Neudek).

  - Maria Ludmilla Ullmann (* 8. Dezember 1853 in Neudek), ⚭ N. Kolerth.
  - Franz Ullmann (* 20. Februar 1856 in Neudek), Buchhalter und Kaufmann; ⚭ 5. Juli 1881 in Graslitz Maria Margaretha Kolerth.
    - Franz Ullmann (* 16. Juni 1884 in Neudek), Kaufmann; ⚭ 29. April 1912 in Neudek Theresia Kunzmann (* 2. November 1891 in Neudek).
      - Franz Xaver Ullmann (* 15. Februar 1913 in Neudek); ⚭ 22. April 1939 in Neudek Luise Schmid.